# 6556 Arcimboldo
A 6556 Arcimboldo (ideiglenes jelöléssel 1989 YS6) a Naprendszer kisbolygóövében található aszteroida. Antonín Mrkos fedezte fel 1989. december 29-én.